# Kolossen på Rhodos (film)
Kolossen på Rhodos (italienska: Il Colosso di Rodi) är en italiensk film från 1961 i regi av Sergio Leone.
Filmen hade biopremiär i Italien den 16 juni 1961 och i Sverige den 15 oktober 1962.

## Handling
År 280 f.Kr. anländer den grekiske krigshjälten Darios till ön Rhodos, där man just har avslutat det gigantiska arbetet med att bygga en enorm staty, Kolossen på Rhodos, som ska skydda hamnen från inkräktare. Snart blir Darios involverad med en grupp rebeller med planer på att störta den tyranniske kung Serse.

## Rollista i urval
- Rory Calhoun - Darios
- Lea Massari - Diala
- Georges Marchal - Peliocles
- Conrado San Martín - Thar
- Ángel Aranda - Koros

### Fotnoter
1. ↑   ”Kolossen på Rhodos (1961)”. Svensk Filmdatabas. http://www.svenskfilmdatabas.se/sv/item/?type=film&itemid=9713. Läst 29 augusti 2019.